# Karin Ingebäck
Anna Karin Maria Ingebäck, född 25 januari 1967 i Västergötland, är en svensk operasångare (sopran) och sångpedagog.

## Utbildning
Karin Ingebäck studerade åren 1985–1993 vid bland annat Teater- och operahögskolan i Göteborg, Göteborgs musikhögskolskola och Ingesunds musikhögskola.  

## Karriär
Ingebäck fick sitt genombrott som Miranda i Andarnas ö vid Vadstena-Akademien år 1992, där hon även 1993 gjorde huvudrollen i Mjölnarna och 1994 huvudrollen Fru Björk i den då nyskrivna Fru Björks öden och äventyr. Karin debuterade internationellt år 1999 i rollen som Blondchen i operan Enleveringen ur Seraljen på operahuset La Monnaie (Bryssel).
Hon har även varit sopransolist i Alfvéns symfoni nr 4 med Franska Radiosymfonikerna och sopransolist i Mahlers 4:e symfoni och Lettlands National Symfoniorkester mfl orkestrar.
I Sverige har hon framträtt i ett flertal roller på Kungliga Operan, Drottningholms slottsteater, Göteborgsoperan, Wermland Opera och Norrlandsoperan. 
Hon har som solist gästat konserthusen i Stockholm, Gävle, Vara, Norrköping, Linköping, Malmö, Piteå, Luleå, Göteborg, Örebro, Uppsala.
År 1994 sjöng Ingebäck på drottningens doktorspromotion i Linköpings konserthus och år 1996 på Nobelfesten i Stockholms konserthus. 2003 var hon solist på invigningskonserten av Vara konserthus i närvaro av kronprinsessan Victoria och 2020 sjöng hon sopransolo i Gabriel Faurés Requiem i den TV-sända minneshögtiden över Covid-19-pandemins offer i Uppsala domkyrka i närvaro av kung Carl XVI Gustaf och drottning Silvia.
Ingebäck är 2025 anställd som sångpedagog vid Konservatoriet i Falun.

## Priser och utmärkelser
- 2002 - Grammisnominerades för inspelningen av Ture Rangströms Häxorna tillsammans Sveriges Radios Symfoniorkester under Hannu Koivula.
- 1999 - GöteborgsOperans Vänners stipendium.
- 1998 - Drottningholmsteaterns vänners stipendium.[4]
- 1996 - Västsvenska Kulturfondens stipendium.
- 1996 - Kungliga Musikaliska akademiens Kristina Nilsson stipendium.
- 1995 - Kungliga Musikaliska akademiens Nanny Larsén-Todsens stipendium.
- 1994 - Kungliga Musikaliska akademiens Nanny Larsén-Todsens stipendium.
- 1991 - Kungliga Musikaliska akademiens Magda och Ingrid Leijonmarcks stipendium.

## Operaroller i urval
- Skarpöra i Den listiga lilla räven (Norrlandsoperan)
- Susanna i Figaros bröllop (Göteborgsoperan)
- Blonde i Enleveringen ur Seraljen (La Monnaie)
- Pamina i Trollflöjten (Kungliga Operan, Göteborgsoperan och Wermland Opera)
- Olympia i Hoffmanns äventyr (Göteborgsoperan)
- Madama Cortese i Resan till Reims (Göteborgsoperan)
- Clorinda i Askungen (Kungliga Operan)
- Woglinde i Nibelungens ring (Kungliga Operan, Göteborgsoperan, Stockholms Konserthus och Göteborgs Konserthus)
- Lotta i Amorina (Kungliga Operan)
- Kättja/Dygd i Hercules (Kungliga Operan)
- John Blund i Hans och Greta (Kungliga Operan)
- Frasquita i Carmen (Göteborgsoperan och Dalhalla)
- Musetta i La Bohème (Wermland Opera och Norrköpings Symfoniorkester)
- Serpina i La serva Padrona (Drottningholmsteatern)
- Mirjam i The Christmas Rose (Norrlandsoperan)
- Blenda i Blenda (Kungliga Operan)
- Dufva i Waldemarsskatten (Sveriges Radio)
- Clara i Tintomara (Läcköoperan)
- Marzelinne i Leonore (senare version av kompositören kallad Fidelio) (Stockholms Konserthus och Malmö Konserthus)
- Stella i Träskoprinsessan (Stockholms Konserthus)
- Fru Björk i Fru Björk (Vadstena-Akademien)
- Lauretta i Mjölnarna (Vadstena-Akademien)
- Miranda i Andarnas ö (Vadstena-Akademien)
- Indra i Ett drömspel (Stockholms Konserthus)
- Cinna i Lucio Silla (Mannheim)
- Zephyr i Lycksalighetens ö (Berwaldhallen)
- Kronbruden i Kronbruden (Kungliga Operan)

## Diskografi
Ingebäck har spelat in ett flertal CD-skivor, med exempelvis Sveriges Radios symfoniorkester och Svenska Kammarorkestern.

### Opera
- Waldemarsskatten av Andreas Hallèn. Dirigent B. Tommy Andersson (2023). Tillsammans med Sveriges Radios Symfoniorkester och Anders Larsson mfl. Stockholm (Sterling Records).
- Forty summers of opera. Vadstena Academy, samlingsbox. (dB Productions år 2007).
- Blenda av Per August Ölander med Sveriges radios symfoniorkester (Sterling 1997).[5]

### Romanser/Lieder
- Nordic Romance (Intim musik år 2004).
- Musica Sveciae Modern Classics (Musica Sveciae år 2002).
- Som ett silversmycke Svenska romanser volym 1 (Musica Sveciae år 2000).

### Övrig musik
- Requiem av Fredrik Sixten med Radiokören. Dirigent: Ragnar Bohlin (Intim Musik 2013).
- Höga Visan av Natanael Berg med Sveriges Radios symfoniorkester (Musica sveciae år 2003).[6]
- Häxorna av Ture Rangström med Sveriges radios symfoniorkester (Musica sveciae år 2002) Grammisnominerad.[7]
- The best of Lars-Erik Larsson (Naxos år 2002).
- Förklädd gud och Den Heliga Natten av Lars-Erik Larsson och Hilding Rosenberg (Naxos 1995).[8]

## Tv-produktioner
- Fru Björks öden och äventyr efter Jonas Gardells roman med musik av Staffan Mossenmark. Roll: Fru Björk (Vadstena akademien 1994).
- Nibelungens ring av Richard Wagner (Kungliga Operan i Stockholm 2007–2008). Roll: Woglinde. Även på dvd.